# Стефанопулос, Константинос
Константи́нос Стефанопулос (греч. Κωνσταντίνος Στεφανόπουλος; 15 августа 1926, Патры, Греция — 20 ноября 2016, Афины, Греция) — греческий юрист и государственный деятель, президент Греции (1995—2005).

## Биография
Родился в семье адвоката и политика Димитриоса Стефанопулоса, занимавшего ряд министерских должностей. В юности он занимался плаванием и водным поло, с 1949 года представлял спортивное общество «Achilleas» (Патры).
В 1954 году окончил юридический факультет в Афинский Университет и до 1974 года работал по специальности как член коллегии адвокатов города Патры.
Впервые в 1958 году, принял участие на выборах как представитель партии «Народное Радикальное Объединение» (греч. Εθνική Ριζοσπαστική Ένωση) и впервые в 1964 году был избран членом парламента как представитель Ахейской префектуры. В 1974, 1977, 1981 и 1985 годах был переизбран членом Парламента, состоял в партии «Новая Демократия» (греч. Νέα Δημοκρατία «Ν.Δ.»). На референдуме 1974 года по вопросу государственного устройства выступал за сохранение монархии.
После падения военной хунты «Чёрных полковников» входил в состав правительства, сформированного «Новой Демократией»: 1974 г. — заместитель министра торговли, 1974—1976 гг. — министр внутренних дел, 1976—1977 гг. — министр труда и общественного страхования, 1977—1981 гг. — министр без портфеля.
С 1981 по 1985 год — руководитель фракции «Новой Демократии» в Парламенте Греции.
В августе 1985 года потерпел неудачу в попытке возглавить партию, уступив Константиносу Мицотакису, после чего вышел из её рядов и создаёт свою партию под названием «Демократическое Обновление» (греч. Δημοκρατική Ανανέωση "ΔΗ.ΑΝΑ.).
В 1989 году он был избран членом Парламента как представитель Афинской префектуры. В тот же самый период и до 1994 года являлся президентом партии «Демократическое Обновление», пока она не распалась.

## Президентство
Во время президентских выборов, в 1995 году, партия «Политическая Весна» (греч. Πολιτική Άνοιξη «ΠΟΛΑΝ») выдвинула его кандидатуру и с её поддержкой и также с поддержкой партии Всегреческое Социалистическое Движение (ПАСОК) (греч. Πανελλήνιο Σοσιαλιστικό Κίνημα «ΠΑΣΟΚ») получив в третьем туре голосования 181 голос, он стал пятым президентом Греции после восстановления демократии (1974). Был официально переизбран на второй срок до 2005 года, его преемником был избран Каролос Папульяс.
Во время своего правления он приобрёл широкую известность, хотя и придерживался строгого и сдержанного образа жизни. Он считается одним из самых уважаемых и любимых президентов Греции. В 1999 году во время официального визита в Грецию президента Соединённых Штатов Билла Клинтона позволил себе несколько критических замечаний в его адрес.
В 2004 году во время президентства К. Стефанопулоса Греция принимала XXVIII летние Олимпийские игры, которые проходили во второй раз в городе Афины, которые он открывал. 24 декабря того же года он принял в президентском дворце бывшего короля Константина II, который совершил свой третий визит в страну после своего вынужденного отъезда в эмиграцию в 1967 году.

## Семья
В 1959 году он женился на Евгении Стоунопулу, у них четверо детей и шесть внуков.

## Награды и звания
Стефанопулос получил множество почётных званий и наград как своей страны, так и зарубежных стран:
- Большой крест ордена Белого орла (Польша, 1996)
- Большой крест ордена Витаутаса Великого (Литва, 1997)
- Цепь ордена Карлоса III (Испания, 1998)
- Орден Короля Томислава (Хорватия, 1998)
- Орден Свободы (Словения, 1999)
- Большая почётная звезда «За заслуги перед Австрийской Республикой» (1999)
- Большой крест ордена Звезды Румынии (1999)
- Орден «Стара-планина» с лентой (Болгария, 1999)
- Рыцарь ордена Серафимов (Швеция, 1999)
- Орденская цепь Креста земли Марии (Эстония, 1999)
- Большой крест ордена Великого князя Литовского Гядиминаса (1999)
- Орден Республики (Молдавия, 1999)[1]
- Большой крест ордена Трёх звёзд (Латвия, 12 марта 1999)[2]
- Большой крест ордена Двойного белого креста (Словакия, 2000)
- Большая цепь ордена Инфанта дона Энрике (Португалия, 2000)
- Медаль «Вифлеем-2000» (Палестинская национальная администрация, 2000)[3].
- Большой крест на цепи, декорированный большой лентой ордена «За заслуги перед Итальянской Республикой» (2001)
- Большого креста с цепью ордена Исландского сокола (2001)
- Орден «Барыс» 1-й степени (Казахстан, 16 июля 2001) — за большой вклад в развитие дружественных отношений между Казахстаном и Грецией, плодотворную деятельность по укреплению двустороннего экономического сотрудничества[4]
- Большой крест с цепью ордена Пия IX (Ватикан, 2002)
- орден Заслуг (Мальта, 2002)
- Почётный гражданин города Астаны (26 июня 2002 года)[5]
- Почётный доктор Бакинского Славянского Университета (2004)[6]
- Большой крест ордена Святого Олафа (Норвегия, 2004)
- Рыцарь ордена Золотого льва Нассау (Люксембург)
- Обладатель копии ключа от города Тираны (Албания)
- Почётный доктор Азербайджанского государственного экономического университета

Являлся почётным гражданином многих городов Греции.